# La Fresnais
La Fresnais är en kommun i departementet Ille-et-Vilaine i regionen Bretagne i nordvästra Frankrike. Kommunen ligger i kantonen Cancale som tillhör arrondissementet Saint-Malo. År 2022 hade La Fresnais 2 508 invånare.

## Befolkningsutveckling
Antalet invånare i kommunen La Fresnais
Referens:INSEE